# Саманта Пешек
Саманта Пешек  (англ. Samantha Peszek, 14 грудня 1991) — американська гімнастка, олімпійська медалістка.

## Виступи на Олімпіадах
| Олімпіада  | Дисципліна        | Місце             |
| ---------- | ----------------- | ----------------- |
| Пекін 2008 | різновисокі бруси | 23 (кваліфікація) |
| Пекін 2008 | абсолютний залік  | 96 (кваліфікація) |
| Пекін 2008 | командний залік   | 2                 |